# Templo de Las Vegas
El Templo de Las Vegas, Nevada, es uno de los templos construidos y operados por la Iglesia de Jesucristo de los Santos de los Últimos Días, el número 43 construido por la iglesia y el primero del estado de Nevada en los Estados Unidos. Situado en la urbanización Sunrise Manor en las laderas de Frenchman Mountain y  Sunrise Mountain en el extremo oriental de la ciudad, lejos del brillo y el glamour de la famosa Las Vegas Strip, el templo de Las Vegas consta de seis torres y jardines que cubren 4.2 hectáreas que, a diferencia del interior del templo, están abiertos al público.
Puede parecer extraño encontrar un templo religioso en Las Vegas, conocida como «ciudad del pecado» (Sin City en inglés), pero el Templo es históricamente adecuado, ya que los misioneros mormones fueron los primeros colonos blancos de la región en 1855 y su fuerte militar fue la primera edificación del valle.

## Construcción
La Primera Presidencia de la iglesia anunció la construcción del templo en la ciudad de Las Vegas en la Conferencia General de abril de 1984, conjuntamente con la construcción de los templos de Portland, Oregón, Toronto, Ontario, San Diego, California, y Bogotá, Colombia. Tras el anuncio público, la iglesia en ese país buscó un terreno adecuado, considerando varios puntos por cerca de 18 meses. Finalmente se decidió construir el templo religioso en un terreno que la iglesia ya poseía en la ciudad de Las Vegas y la ceremonia de la primera palada tuvo lugar en noviembre de 1985. Para el momento de su dedicación en 1989, el templo de Las Vegas atendía a unos 43 mil miembros de la iglesia en el estado de Nevada. En la actualidad, solo miembros de la iglesia en Las Vegas, Henderson y North Las Vegas, así como fieles provenientes del Condado de Mohave de Arizona, asisten al templo de Las Vegas.
Tras el anuncio del templo Las Vegas, se pidió a los miembros de la región que contribuyeran monetariamente a la construcción del edificio y se recaudaron cerca de $11 millones, un 42,8 por ciento del objetivo solicitado.

## Dedicación
El templo SUD de la ciudad de Las Vegas fue dedicado para sus actividades eclesiásticas en once sesiones, del 16 - 18 de diciembre de 1989, por Gordon B. Hinckley. Con anterioridad a ello, del 16 de noviembre al 9 de diciembre de ese mismo año, la iglesia permitió un recorrido público de las instalaciones y del interior del templo al que asistieron cerca de 300.000 visitantes. Unos 30.000 miembros de la iglesia e invitados asistieron a la ceremonia de dedicación, que incluye una oración dedicatoria.

## Características
El templo de Las Vegas tiene un total de 7.450 metros cuadrados de construcción, cuenta con 192 salones, cuatro de las cuales son empleados para las ordenanzas SUD y seis salones de sellamientos matrimoniales. Cuenta además con un baptisterio. El templo tiene seis pináculos, el mayor de los cuales mide 36 metros y sobre el cual se asienta una réplica del clásico ángel Moroni. El techo es de cobre y el exterior está revestido de rocas prefabricadas acabadas de color blanco. Debido a que la iglesia SUD enseña que la segunda venida de Jesucristo ocurrirá por el este, la fachada principal del templo está encarada en esa dirección.
En el lugar que corresponde con el salón celestial, el exterior del templo está decorado con ventanas que van del piso al techo hechas con compuestos de pequeños prismas que permiten la entrada de luz de manera que refractan la luz solar en los colores del arco iris.